# سیارک ۲۰۸۴۳
سیارک ۲۰۸۴۳ (به انگلیسی: 20843 Kuotzuhao، نامگذاری:2000UZ78) بیست هزار و هشتصد و چهل و سومین سیارک کشف شده‌است که در ۲۴ اکتبر ۲۰۰۰ کشف شد.
قدر مطلق سیارک برابر ۱۳.۵ است.